# Joana Nunes de Lara
Joana Nunes de Lara, também conhecida como Joana, a Mariposa (em castelhano:  Juana Núñez de Lara; Palência, 1286 — Palência, 12 de junho de 1351) foi uma nobre espanhola que era senhora de Lara, Biscaia, Lerma, Villafranca, Dueñas, Fuente-Empudia, Torrelobatón e Herrera. Foi infanta de Castela pelo seu primeiro casamento com Henrique de Castela, e depois foi casada com Fernando de La Cerda.

## Família
Joana foi a primeira filha e terceira criança nascida de João Nunes I de Lara e de sua segunda esposa, Teresa Dias II de Haro. Os seus avós paternos eram Nuno Gonçalves de Lara e Teresa Afonso, filha ilegítima do rei Afonso IX de Leão e de Aldonça Martins da Silva. Os seus avós maternos eram Diego Lopes III de Haro e Constança de Bearne.
Ela teve três irmãos, que eram: João Nunes II, que foi casado três vezes; Nuno Gonçalves de Lara, marido de Constança de Portugal, senhora de Alegrete, Vide, e Sintra, filha do infante Afonso de Portugal, Senhor de Portalegre, e Teresa, esposa de Afonso de Valência, filho do infante João de Castela, senhor de Valência de Campos.

## Biografia
Em 1299 ou em 1300, Joana casou-se com o infante Henrique, filho do rei Fernando III de Leão e Castela e de sua primeira esposa, Beatriz da Suábia. O casal não teve filhos, e Henrique faleceu em 8 de agosto de 1303.
Alguns anos depois, em 1308, a nobre casou-se com Fernando de La Cerda, filho do infante Fernando de La Cerda e da princesa Branca de França. Com ele teve quatro filhos, três meninas e um menino.
Em 1315, após a morte de seu irmão mais velho, João Nunes II, ela sucedeu ao título de senhora de Lara e Biscaia.
Joana faleceu no dia 12 de junho de 1351, com cerca de 65 anos de idade, na cidade de Palência.

## Descendência

### Segundo casamento
- Branca Nunes de Lara (1311 – 1347), foi esposa de João Manuel de Castela, com quem teve Joana Manuel de Castela, consorte do rei Henrique II de Castela;
- João Nunes III de Lara (1313 – 1350), foi casado com Maria Dias II de Haro, com quem teve quatro filhos;
- Margarida de La Cerda (1317 – 1373), foi freira em Caleruega;
- Maria de La Cerda (1319 – 1379), primeiro foi casada com Carlos de Évreux, conde de Étampes, e depois foi esposa do conde Carlos II de Alençon. Teve descendência.